# Педро Луис де Борха Лансол де Романи
Педро Луис де Борха Лансол де Романѝ (на испански: Pedro Luis de Borja Llançol de Romaní, на италиански: Pierlodovico o Pierluigi Borgia, Пиерлодовико/Пиерлуиджи Борджа; * 1472, Валенсия, Арагонска корона; † 4 октомври 1511, Рим, Папска държава) е римокатолически кардинал, син на племенника на папа Александър VI.

## Произход
Той е син на Хофрè де Борха Лансол де Романѝ, барон на Вилалонга, и на Хуана де Монкада. Има осем братя и сестри, сред които Хуан де Борха Лансол де Романи-младши (* 1470, † 1500), кардинал и архиепископ. Има една природена сестра: Анджела Борджия, господарка на Сасуоло като съпруга на Александър Пий Савойски, придворна дама на братовчедка си Лукреция Борджия.
Да не се бърка с кардинал Педро Луис де Борха (Пиер Луиджи Борджия) (* 1458 или 1463, † 1488) или с Педро Луис де Борха (* 1432, † 1458).

## Духовна кариера

### Орден на хоспиталиерите
В началото на кариерата си става член на Ордена на хоспиталиерите. Когато се опитва да поеме контрола над предишната позиция на Ордена в Каталония през 1498 г., крал Фердинанд II Арагонски, чрез своя посланик в Рим, се опитва да отмени предишното му назначаване. Назначението му е отменено и той е назначен за приор на ордена в Санта Еуфемия дел Аройо.

### Кардинал и епископ
На 20 март 1500 г. папа Александър VI тайно назначава Педро Луис де Борха за кардинал дякон, но назначението не е обявено до следващата консистория на 28 септември. Той става кардинал дякон на Санта Мария ин Виа Лата.
Вече кардинал, Педро Луис де Борха е избран за архиепископ на Валенсия на 29 юли 1500 г. – пост, който заема до смъртта си, наследявайки брат си Хуан де Борха. Педро никога не е посещавал епархията си като архиепископ и от 29 август 1500 г. я управлява чрез своя прокуратор Гилем Рамон де Сентел.
Благодарение на влиянието на папа Александър VI Педро Луис де Борха получава позицията на губернатор на Сполето (10 август 1500 г.), губернатор на Баньореджо и абат-комендатор на цистерцианския манастир Валдиня и бенедиктинския манастир Свети Симплисиан в Милано. Под влиянието на Дердо Луис де Борха папата подписва була на 23 януари 1501 г., с която създава университет във Валенсия.
Когато Педро Луис де Борха пристига в Рим на 17 юни 1501 г., той е посрещнат на Пиаца дел Пополо от брат си Родриго де Борха, капитан на Палатинската гвардия.

### След смъртта на Александър VI
На 18 август 1503 г. папа Александър VI умира. Като кардинал-електор Педро Луис де Борха участва в папските конклави през септември и октомври 1503 г. Въпреки съпротивата на Борджия през октомври 1503 г. Юлий II (Джулиано дела Ровере) е избран за нов папа. Юлий II нарежда арестуването на Чезаре Борджия. На 20 декември 1503 г. кардинал Педро Луис де Борха, страхувайки се от арест, бяга от Рим за Неапол.
На 2 януари 1504 г. папа Юлий II моли Педро Луис де Борха да се върне в Рим и освобождава братовчед си Чезаре Борджия от ареста, за да може да се присъедини към него в Неапол през април. Няколко месеца по-късно се разпространяват слухове за смъртта на кардинала. На 3 февруари 1504 г. испанските монарси пишат на своя посланик в Рим с молба папата да не назначава нов архиепископ на Валенсия без предварително назначаване от испанския кралски двор. Слуховете за смъртта на Педро Луис де Борха не са потвърдени, а самият кардинал продължава да е в Неапол. През 1510 г. Педро Луис де Борха е назначен за архиерей на Санта Мария Маджоре.
В края на 1511 г., след като получава фалшива новина за смъртта на папа Юлий II, кардинал Педро Луис де Борха решава да се върне в Рим. Той умира по време на пътуването в резултат на падане от коня си на 4 октомври 1511 г. Погребан е в църквата Сан Пиетро а Майела в Рим.